# Adiestramima
Adiestramima là một chi cánh thẳng thuộc họ Rhaphidophoridae, phân họ Aemodogryllinae, tông Diestramimini. Các loài thuộc chi Adiestramima có nguồn gốc châu Á, được phát hiện trên vùng Bán đảo Đông Dương, nhiều nhất là ở Việt Nam.

## Loài
Theo Orthoptera Species File:
phân chi Adiestramima Gorochov, 1998
- Adiestramima bicolor (Gorochov, 2002
- Adiestramima citrea (Gorochov, 1992
- Adiestramima multa (Gorochov, 1994) - loài điển hình (đồng nghĩa với Diestramima multa Gorochov)
- Adiestramima originalis Gorochov & Storozhenko, 2019
- Adiestramima proxima (Gorochov, 1994)

phân chi Hamatotettix Gorochov & Storozhenko, 2019
- Adiestramima adunca Gorochov & Storozhenko, 2015
- Adiestramima bella Gorochov & Storozhenko, 2015
- Adiestramima elongata Gorochov & Storozhenko, 2015

phân chi Ulterotettix Gorochov & Storozhenko, 2019
- Adiestramima modesta (Gorochov, 1992)
- Adiestramima perfecta Gorochov, 2002